# Деревянко, Борис Фёдорович
Бори́с Фёдорович Деревя́нко (псевдоним Андрей Ясень, 6 октября 1938, Яновка (ныне Ивановка) Ивановского района Одесской области — 11 августа 1997, Одесса) — советский и украинский публицист; создатель, первый и бессменный до своей смерти главный редактор газеты «Вечерняя Одесса»; Заслуженный журналист Украинской ССР; автор нескольких книг и сценариев телефильмов; народный депутат СССР, депутат многих созывов Одесского горсовета.
Неоднократно приглашался для работы в центральных органах массовой информации Украинской ССР и СССР, но неизменно отклонял эти предложения. Был критиком городского головы Одессы Эдуарда Гурвица.
Был застрелен утром 11 августа 1997 года по дороге из дома на работу в Одессе на улице Академика Филатова недалеко от площади Независимости (ныне площадь Деревянко). Убийство имело признаки заказного. О возможных заказчиках убийства ничего неизвестно. Предполагаемый убийца — Александр Глек, задержан и осуждён 19 марта 1999 года Одесским областным судом под председательством судьи Погорелого Ю. А. (с участием судьи Негина А. К., прокурора Дегтева С. Г.) к смертной казни, которая заменена пожизненным лишением свободы,  однако срок тюремного заключения составил пятнадцать лет, сомнения в его причастности к делу не покидали ни общественного обвинителя, ни свидетелей публичного процесса. Убийство до сих пор не раскрыто.

## Память
На месте убийства поставлена мемориальная плита. В честь Бориса Федоровича Деревянко названа одна из площадей Одессы: вначале это была бывшая площадь Конституции (Киевский район, посёлок Таирова), затем в 2013 году площадь Независимости (где находится издательство «Черноморье», в котором и работал Борис Федорович) была переименована в площадь Деревянко, а площадь Деревянко в Киевском районе стала площадью Независимости.

## Работы
- Борис Деревянко. Одесский театр оперы и балета: Фотоочерк. — Одесса: Маяк, 1984. — 118 с.

## Награды
- Орден «За заслуги» ІІІ степени (1998) (посмертно)[7]